# Tefra

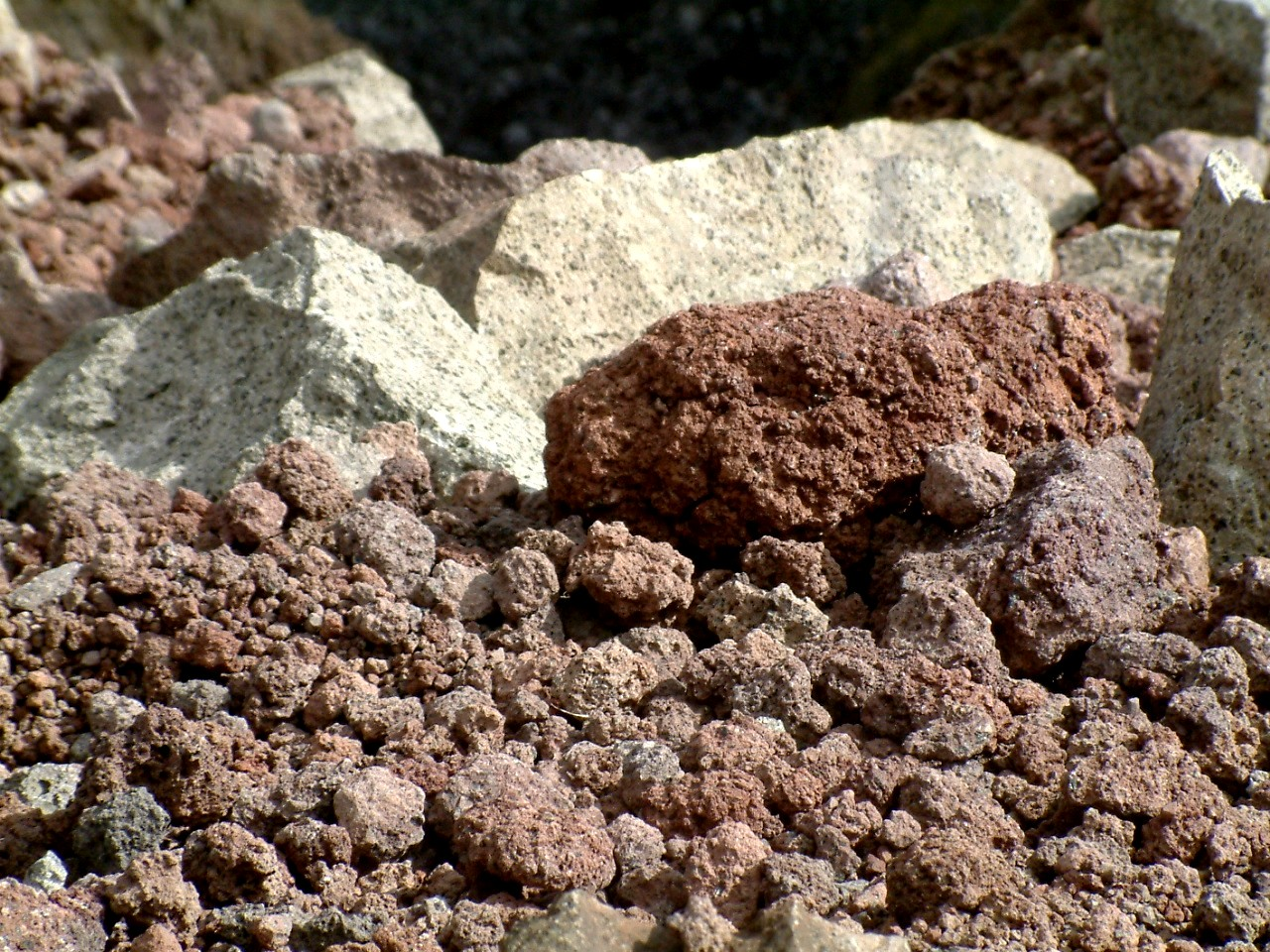
Tufsteenfragmenten, bestaande uit aan elkaar geklitte korrels tefra (Vesuvius, Italië)

Tefra of pyroklastica zijn brokstukken in vulkanisch gesteente.

## Ontstaan van tefra
Tefra is de verzamelnaam van al het materiaal dat tijdens een vulkanische uitbarsting uit de lucht naar beneden valt, ongeacht de samenstelling of deeltjesgrootte ervan. De meeste tefra wordt gevormd bij vulkanisme dat explosief verloopt. Deze erupties vinden voornamelijk plaats bij vulkanen die felsische magma uitstoten omdat de viscositeit van dit type magma erg hoog is. Het magma stroomt niet of nauwelijks, komt moeilijk naar buiten en kan tot verstoppingen in de kraterpijp van een vulkaan leiden. De druk onder de verstopping kan zeer hoog oplopen, en de daarop volgende uitbarstingen kunnen geweldig explosief verlopen. De tefra kan de lucht in geslingerd worden en vallen (de zogenaamde ash-fall), of met een lavastroom (ash-flow) of als lahar afgevoerd worden. De tefra van felsische oorsprong is meestal uit ryolieten samengesteld.
Vulkaanerupties waarbij het veel vloeibaardere mafische lava uit de kratermond stroomt, verlopen in de regel veel rustiger waardoor er veel minder tefra wordt uitgestoten.

### Onderverdeling
Tefra wordt onderverdeeld naar grootte:
- fragmenten kleiner dan 2 mm wordt as genoemd
- brokjes tussen 2–64 mm wordt lapilli genoemd
- brokstukken groter dan 64 mm worden vulkanische bommen genoemd

Grote brokstukken worden vaak in de onmiddellijke nabijheid van de vulkaanmond gevonden, kleinere stukken vallen verder weg. Vaak vindt er zelfs vulkaanopbouw plaats door het neergekomen materiaal. Het stof kan in de hogere luchtlagen terechtkomen en over zeer grote afstanden vervoerd worden.

## Bijzondere verschijningsvorm
Draden vulkanisch glas wordt wel Pele's hair (Haar van Pele) genoemd. Deze vezels of fiberachtige draden ontstaan doordat kleine deeltjes van gesmolten materiaal hoog in de lucht worden geworpen, en vervolgens door de wind tot lange draden uiteen worden getrokken. De diameter is minder dan 0,5 mm, en ze kunnen wel tot 2 meter lang worden. Pele's haar is donkergeel of goud van kleur, en wordt normaliter windafwaarts van de kratermond gevonden.
Sommige uitgeworpen lavabrokjes die in gesmolten vorm weer vallen, nemen een druppelvorm aan. Indien ze vervolgens stollen en op de grond terechtkomen, worden ze Pele's tranen genoemd. Pele's tranen en het haar zijn vernoemd naar Pele, de Hawaïaanse godin van de vulkanen.

## Tefra in gesteenten
Het tefra dat op de grond valt kan als zodanig blijven liggen. Indien de laag dik genoeg is, of de temperatuur ervan hoog genoeg is kan het consolideren tot pyroclastisch gesteente. Gesteente dat uit vulkanische as ontstaat wordt tufsteen genoemd. Gesteenten die uit grotere fragmenten bestaan worden vulkanische agglomeraten genoemd.
Verschillende lagen tefra kunnen zich in de loop der jaren bij nieuwe vulkaanuitbarstingen gaan opstapelen. Deze gelaagdheid van tefra wordt door de tefrochronologie bestudeerd.